# 소데사키역
소데사키역(일본어: 袖崎駅)은 일본 야마가타현 무라야마시에 위치한 동일본 여객철도 오우 본선의 철도역이다. 섬식 승강장 1면 2선의 구조를 갖춘 지상역이다.

## 타는 곳
| 1 · 2 | ■ 야마가타 선 | (상행) | 무라야마 · 덴도 · 야마가타 방면 |
| 1 · 2 | ■ 야마가타 선 | (하행) | 신조 방면                       |

## 역 주변
- 국도 제13호선
- 야마가타 시청 소데사키 지구 시민 센터

## 역사
- 1912년 4월 1일 : 소데사키 신호소로서 개업.
- 1918년 11월 10일 : 신호소로부터 정거장으로 승격해, 소데사키역 개업.
- 1970년 10월 1일 : 무인화.
- 1987년 4월 1일 : 일본국유철도 분할 민영화에 의해, 동일본 여객철도가 승계.

## 인접 역
| 동일본 여객철도 오우 본선 | 동일본 여객철도 오우 본선 | 동일본 여객철도 오우 본선 |
| ------------------------- | ------------------------- | ------------------------- |
| 히가시네 야마가타 방면    | ■ 야마가타 선             | 오이시다 신조 방면        |